# サンダーナム
サンダーナム（Santhanam、1980年1月21日 - ）は、インドのタミル語映画で活動する俳優、コメディアン、映画プロデューサー。

## 人物
チェンナイのポリチャルールで育った。2004年にウーシャと結婚し、3人の子供をもうけている。

## キャリア
サンダーナムはコメディアンとして知られているが、ヴァディヴェールやヴィヴェークのように物語の本筋から外れたコメディパートに登場することはなく、主人公の友人や敵役として本筋に関わる重要な役柄を演じることが多い。これは意図的にコメディパートへの出演を避けているためであり、物語の本筋に登場することでコメディの演技が単調にならないように心掛けているという。
テレビシリーズでコメディアンとして活動を始め、『Lollu Sabha』への出演で知名度を上げた。2004年にシランバラサンの紹介で『Manmadhan』に出演する機会を得て映画デビューし、続けて『Sachein』『Polladhavan』など多くの映画に出演した。2008年に『Arai En 305-il Kadavul』で初主演を務め、この時期にタミル語映画の人気コメディアンの地位を確立した。2010年代には一貫した人気を維持したサンダーナムの演技力と興行的魅力を評し、映画業界から「コメディ・スーパースター」と呼ばれるようになった。
2013年に『Kanna Laddu Thinna Aasaiya』でプロデューサーとしてデビューし、同作は興行的な成功を収めた。サンダーナムは映画製作会社ハンドメイド・フィルムズを設立して映画を製作し、新人俳優の積極的な起用と低予算によるコスト削減に努めた。彼はセードゥ、スリニヴァサンと共に主演を務め、批評家から「サンダーナムの内側のどこかには、シリアスな俳優が隠れています。彼は現在、コメディアンとサイドキックの役柄から抜け出す機会を待っているように見えます」「彼は興行的に成功した多くの俳優を恥じ入らせることができます」と高評されている。R・カンナンの『Settai』では主要キャストを演じると同時に助監督を務め、スンダル・Cの『Theeya Velai Seiyyanum Kumaru』でも主要キャストを演じて人気を集めた。その後も『Raja Rani』『Vanakkam Chennai』のようなヒット作に出演し、I・アフメドの『Endrendrum Punnagai』では批評家から高い評価を得た。一方、『All in All Azhagu Raja』では「彼は自分のシーンを有しているが、コメディは強制されたように感じ、そのシークエンスも非常に誇張されており、彼が演じたカリーナ・チョープラーの描写は大惨事になっている」と酷評されている。
2014年に『あなたがいてこそ』のリメイクである『Vallavanukku Pullum Aayudham』で主役に起用された。サンダーナムは役作りのために減量してダンスを学び、他の出演オファーを断り撮影に注力した。批評家からは「この映画は全てがサンダーナムのショーである」「彼は完璧な俳優として様々な感情を表現している」と好評されている。

## フィルモグラフィ
- Siva Manasula Sakthi（2009年）
- Boss Engira Bhaskaran（2010年）
- ロボット（2010年）
- Siruthai（2011年）
- Vaanam（2011年）
- 神さまがくれた娘（2011年）
- Oru Kal Oru Kannadi（2012年）
- マッキー（2012年）
- Kanna Laddu Thinna Aasaiya（2013年）
- Theeya Velai Seiyyanum Kumaru（2013年）
- Endrendrum Punnagai（2013年）
- Raja Rani（2013年）
- Vallavanukku Pullum Aayudham（2014年）
- Lingaa リンガー（2014年）
- マッスル 踊る稲妻（2015年）
- Inimey Ippadithan（2015年）
- Dhilluku Dhuddu（2016年）
- Sakka Podu Podu Raja（2017年）
- Dhilluku Dhuddu 2（2019年）
- A1（2019年）